# Теодамант
Теодамант (грец. Theodamas) — владар дріонів, який не хотів прийняти Геракла, коли той разом з Деянірою проходив через його володіння. Геракл напав на дріонів і багатьох із них убив, у тому числі й Т. У цій боротьбі мужньо билася й була поранена Деяніра.